# I Can't Go for That (No Can Do)
Singles de Hall & Oates
Private Eyes
(août 1981) Did It in a Minute
(mars 1982)
I Can't Go for That (No Can Do) est une chanson de Hall & Oates sortie en 1981. C'est le deuxième single extrait de leur album Private Eyes.
La chanson a été samplée par de nombreux artistes dont De La Soul pour Say No Go (1989), DJ Eric pour We Are Love (1998), Stereo MCs pour Traffic (2001), Simply Red pour Sunrise (2003) ou encore Plan B pour Mama (Loves a Crackhead) (2006). Michael Jackson a reconnu s'être inspiré du titre pour Billie Jean.